# Symone Abbott
Symone Abbott, coniugata Williams (Northville, 27 settembre 1996), è una pallavolista statunitense, schiacciatrice delle Grand Rapids Rise.

## Carriera

### Club
La carriera di Symone Abbott inizia nei tornei scolastici del Michigan, giocando per la Northville HS. Dopo il diploma gioca a livello universitario con la Northwestern nella NCAA Division I, facendo parte delle Wildcats dal 2014 al 2017. Appena conclusa la carriera universitaria, nel dicembre 2017, firma il suo primo contratto professionistico con la River, partecipando alla Serie A1 2017-18, senza tuttavia concludere l'annata. 
Nella stagione 2018-19 emigra nella Ligue A francese, dove difende i colori del Saint-Raphaël e conquista la Coppa di Francia, mentre nella stagione seguente si trasferisce nella Sultanlar Ligi turca, ingaggiata dal Karayolları, che lascia poco dopo l'inizio del campionato 2020-21. Rientra così in patria, partecipando alla prima edizione dell'Athletes Unlimited, dopo la quale approda a Porto Rico per prendere parte alla Liga de Voleibol Superior Femenino 2021 con le Grises de Humacao, senza tuttavia riuscire a concludere l'annata, a causa di un infortunio. Nel campionato seguente gioca col Thīras, nella Volley League greca.
Nella stagione 2022-23 è nuovamente di scena nel massimo campionato italiano, vestendo la maglia della neopromossa Helvia Recina. Dopo aver disputato nuovamente l'Athletes Unlimited nel 2023, viene ingaggiata dalle Grand Rapids Rise per la Pro Volleyball Federation 2024. Nel campionato 2024-25 torna nella massima divisione ellenica, questa volta indossando la casacca dell'Arīs Salonicco fino all'inizio della Pro Volleyball Federation 2025, in cui rientra in forza alle Grand Rapids Rise.

### Nazionale
Fa il suo esordio nella nazionale statunitense in occasione della NORCECA Final Six 2021, dove conquista la medaglia di bronzo.

## Palmarès

### Club
- Coppa di Francia: 1

2018-19

### Nazionale (competizioni minori)
- NORCECA Final Six 2021